# Mongoloidi
Mongoloidi su prema nekadašnjoj, a danas uglavnom napuštenoj rasnoj podjeli, jedna od tri ljudske rase u koje se još ubrajaju i europeidna ili kavkaska (bijelci, kavkazoidi) i negridna rasa (crnci). Mongolidna ili mongolska rasa, prema takvoj podjeli, opisuje ljude sjeverne i istočne Azije, a ime dobiva prema Mongolima, narodu koji je u 13. stoljeću osvojio veliki dio Euroazije i osnovao Mongolsko Carstvo.
Termin mongolska rasa prvi koristi njemački filozof Christoph Meiners koji podržava teoriju o poligenizmu, u svojoj 'binarnoj rasnoj shemi o dvije rase'. Od Meinersa ovaj termin posuđuje Johann Blumenbach da opiše Mongolima slične narode nastanjenih u spomenutim azijskim predjelima.

## Mongoloidne podrase
Francuski prirodoslovac i antropolog Joseph Deniker koji je živio s prijelaza iz 2. polovice 19. u 20. stoljeće, mongolsku rasu dijelio je na dvije osnovne skupine, to su sjevernomongolska ili tunguska i južnomongolska. Do sredine 20 stoljeća uobičajena je podjela Mongoloida po jezičnim skupinama, i to a) uralsku; b) altajsku koja pripada tunguskoj, mongolskoj i turskoj jezičnoj skupini; c) sinotibetska; d) tajska; e) austroazijska; f) paleosibirska; g) eskimska; i h) američka indijanska rasa (indijanidi).
Georges Cuvier također koristi termin mogolski kao rasnu kalsifikaciju kojoj je pridodao i američke Indijance (indijanide), kao podrasu Mongoloida. Njega slijedi i Thomas Huxley koji joj pridodaje i arktičke Eskime s obala Sjeverne Amerike i azijske Čukče. Za Čukče kaže da su identični Eskimima (Esquimaux) i Grenlanđanima. Karakterizira ih dolihocefalnost, kao i boja kože i kose. Mongoloidna obilježja vidi u obje Amerike, izdvajajući id dolihocefalnih Indijanaca brahikefalne lubanje starih Mound Buildersa (graditelja humaka)i Patagonce.

## Povezani članak
- Multiregionalno podrijetlo modernih ljudi

## Galerija
- Nivhinja ili Giljakinja; Žive na Sahalinu i uz rijeku Amur u Rusiji
- Nivh ili Giljak
- Korejac; poluotok Koreja
- Burjat
- Gold ili Nanajac. otok Sahalin
- Mandžurac, Kina
- Ainu, Japan
- Kinez
- Japanka